# Marie Victor Nicolas de Fay, marchese de La Tour-Maubourg
Marie Victor Nicolas de Fay de La Tour-Maubourg o Latour-Maubourg (La Motte-de-Galaure, 1768 – Dammarie-les-Lys, 11 novembre 1850) è stato un generale francese.

## Esordi
Nato nel 1768, trascorse l'infanzia nel castello avito di Maubourg, presso Saint-Maurice-de-Lignon.
Di famiglia nobile, fu ammesso a 14 anni di età tra i "Moschettieri della Regina".

## La rivoluzione
Nel 1792 scappò con tutta la famiglia; rientrò in Francia probabilmente dopo la pace di Campoformio. Venne riammesso nell'esercito e arruolato come aiutante di campo, per la Campagna d'Egitto.

## L'impero
Proseguì la carriera militare: ad Austerlitz era già colonnello e lì venne promosso generale di brigata.
Nel corso della guerra della quarta coalizione, il La Tour-Maubourg prese parte alla campagna di Prussia e Polonia e venne ferito nella battaglia di Dreypen. Il 14 maggio 1807 venne promosso generale di divisione. Venne ancora ferito alla battaglia di Friedland, che concluse la guerra.
Partecipò, poi, alla guerra di Spagna, nel 1808, come comandante della cavalleria.
Alla campagna di Russia, guidò il I Corpo d'armata di cavalleria e, nel 1813, si coprì di gloria a Dresda e, soprattutto, a Lipsia, ove dovettero amputargli una coscia.
Negli anni, Napoleone lo nominò Gran Croce dell'Ordre de la Réunion e della Legion d'Onore.

## La restaurazione
Il 31 marzo 1814 gli austro-prussiani occuparono Parigi, costringendo, il 6 aprile Napoleone all'abdicazione e alla successiva stipula del Trattato di Fontainebleau, l'11 aprile. La Tour-Maubourg fu tra i molti generali che accolsero l'invito alla cooptazione del nuovo regime e, il 2 giugno 1814, accettò da Luigi XVIII la nomina a Pari di Francia.
Durante i Cento Giorni rifiutò qualunque incarico militare o amministrativo. Ciò che gli consentì, dopo Waterloo e la seconda abdicazione dell'Imperatore, di non incorrere nelle ire del reinstaurato Luigi XVIII, dirette ai soggetti compromessisi con il voto a favore dell'esecuzione per ghigliottina di Luigi XVI (i "regicidi"), o con incarichi pubblici durante i Cento Giorni.
Venne, quindi, ricompensato con la nomina a Marchese nel 1817 e la carica di presidente del Comitato della Cavalleria. Seguirono la Gran Croce dell'Ordine di San Luigi e il titolo di Cavaliere dell'Ordine dello Spirito Santo.
Seguì il cruciale incarico di ambasciatore a Londra e, dal 19 novembre 1819, l'incarico di ministro della guerra. Qui si distinse per le ordinanze del 25 ottobre 1820, che disposero una profonda riorganizzazione della fanteria francese.
Caduto il secondo governo del duca di Richelieu, il 14 dicembre 1821, La Tour-Maubourg non entrò nel successivo governo dell'ultra-realista conte di Villèle, ma venne premiato con l'assai prestigioso titolo di governatore degli Invalides.

## La monarchia di Luglio
Vennero poi la Rivoluzione di luglio e la caduta di Carlo X, sostituito da Luigi Filippo. Un "Re di Francia" per diritto divino, venne sostituito da un "Re dei francesi", che accettava il titolo dal popolo.
La Tour-Maubourg, vecchio aristocratico ormai sessantaduenne, rifiutò di riconoscerne la legittimità. Sposò anzi la causa legittimista, accettando la carica di governatore dal duca di Bordeaux, altrimenti noto come "Enrico V", re in esilio.

## Esito
In tarda età, ebbe la soddisfazione di vedere cadere la Monarchia di Luglio, con la rivoluzione di febbraio del 1848 e la successiva caduta della Seconda Repubblica.
Il vecchio generale, rientrato in Francia, morì nel 1850, a Dammarie-les-Lys.